# Љубиша Вуловић
Љубиша Вуловић (1879 – 1953) је био српски доктор и први српски оториноларинголог.

## Биографија
Био је унук учитеља Николе Вуловића и син академика Светислава Вуловића и Милеве Вуловић. Имао је једног брата Николу и три сестре. Љубиша је био први школовани оторинаоларинголог, током ратова био је санитетски мајор у Српској резервној болници престолонаследника Александра и у првој хируршкој пољској болници у Василици. Не треба га мешати са мајором Љубомиром Вуловићем, из удружења Црна рука. Учесник је Балканских ратова и Првог светског рата. Био је управник ратне болнице код Солуна. После ратова био је шеф Одељења за болести ушију и гуше и дворски лекар, био је ванредни професор на Медицинском факултету. Био је први управник Клинике за ОРЛ од 1926. до 1946. Његов уџбеник и атлас операција ОРЛ спаљени су у бомбардовању Београда 1941. године. Био је ожењен Полексијом Димитријевић, богатом алексинчанком, чији је отац био власник концесија Алексиначког Рудника. Са њом је имао сина Ђорђа, сина Светислава, такође оториноларинголога, и две ћерке близнакиње Љиљану и Оливеру.